# Tjeckiska Schlesien

Schlesiens vapen.

Tjeckiska Schlesien (České Slezsko) eller Mähriska Schlesien, före 1918 Österrikiska Schlesien, är ett av Tjeckiens tre historiska landskap. Viktigaste städer är Ostrava (tyska: Ostrau), Karviná, Opava (tyska: Troppau) och Český Těšín (tyska: Teschen). Regionens historiska huvudstad är Opava.

## Geografi
Österrikiska Schlesien var ett till österrikisk-ungerska monarkin hörande kronland med titel hertigdöme (österrikiska Schlesien), beläget mellan preussiska provinsen Schlesien samt Mähren, Ungern och Galizien. Av mähriska området Mistek delades det i två delar som uppgick till 5 147 km.

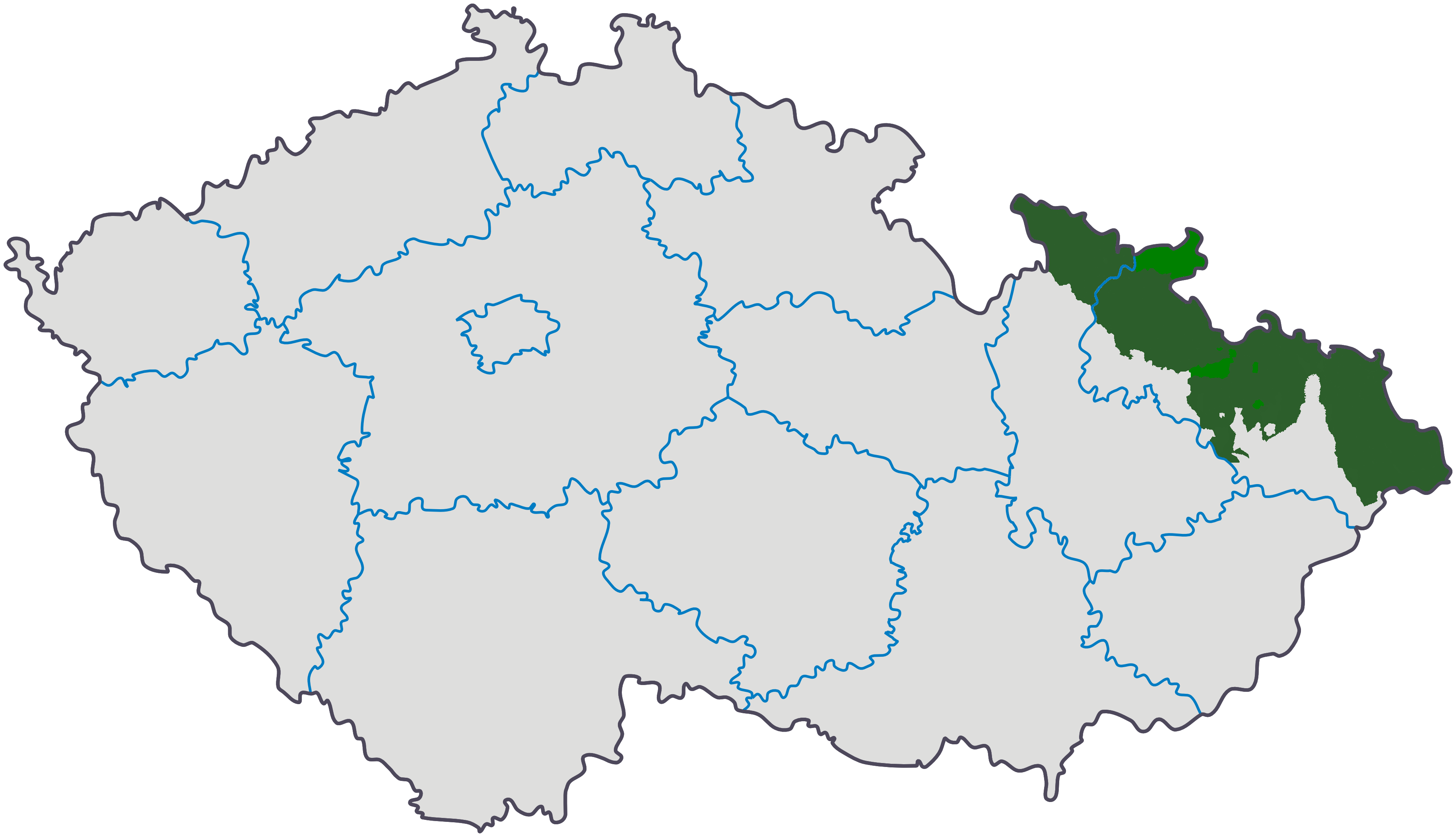
Tjeckiska Schlesien

Landet var till största delen uppfyllt av berg. I sydöst utbredde sig Karpaterna (med Lysá hora, 1 323 m.) och i nordväst en gren av Sudeterna (med Altvater, 1 490 m.); blott få dalar och några fruktbara slätter förekom.
Schlesien vattnas av Oder och Weichsel samt deras bifloder Oppa, Mohra, Ostrawitza, Olsa, Bielau, Steina och Biala.

## Näringsliv
Jordmånen var bördig endast på slätterna. År 1916 var 49,4 procent av arealen åker, 7 procent ängsmark, 34,2 procent skog-bärande mark. De viktigaste produkterna var spannmål, potatis, klöver, lin, vitbetor och frukt. Boskapsskötseln var utvecklad. Av stor betydelse var ost-
och smörtillverkningen, så även fjäderfäskötseln, jakt och fiske. Bergsbruket lämnade stenkol och mycket järn samt dessutom koppar, bly, zinkblände, alun, svavelsyra och brunkol.
Industrin var mycket livlig. Särskilt kan nämnas de stora järnverken, tillverkningen av järnvaror och maskiner, kläde, linne- och bomullsvaror; vidare tillverkades läder, vagnar, kemikalier, porslin med mera. Till följd av den högt utvecklade industrin var även handeln mycket livlig.

## Befolkning
Befolkningen uppgick 1910 till 756 949 personer, varav ungefär 44 procent tyskar, 31,7 procent polacker och 24,3 procent tjecker. 85 procent var katoliker, 13,5 procent protestanter och 1,5 procent judar. Katolikerna löd dels under ärkebiskopsstiftet Olmütz, dels under furstbiskopen i Breslau.

## Förvaltning
Till Österrikes andra kammare sände Schlesien enligt 1907 års vallag 15 ombud. 
Schlesiens representation (lantdag) bestod av furstbiskopen av Breslau samt ombud för olika samhällsklasser (större godsägare, handelskammare, städer och industriorter samt landskommuner). Rättskipningen handhades av 25 Bezirksgerichte, Kreisgericht i Teschen, Landesgericht i Troppau och Oberlandesgericht i Brünn. För förvaltningen var Schlesien delat i 9 Bezirke. Huvudstad var Troppau.

## Historia
Efter österrikiska tronföljdskriget 1742 avträdde Österrike större delen av Schlesien till Preussen. Den del som kvarstannade under den österrikiska kronan kom att benämnas Österrikiska Schlesien. Efter Österrikes nederlag i första världskriget hamnade Österrikiska Schlesien inom den nya staten Tjeckoslovakien och kom nu att benämnas Mähriska Schlesien eller Tjeckiska Schlesien. 
År 1919 utökades provinsen med ett område ur Preussiska Schlesien genom Versaillesfreden. Provinsen sammanslogs med norra Mähren till provinsen Sudetenland. Denna provins avträddes av tjeckerna till Tredje riket 1938 efter Münchenöverenskommelsen. Efter fredsslutet 1945 återgick området till Tjeckoslovakien, varvid de tysktalande fördrevs på grund av president Edvard Beneš dekret. Sedan 1993 tillhör området Tjeckiska republiken.